# Baltský rajón
Baltský rajón (ukrajinsky Арцизький район) byl rajón v Oděské oblasti na Ukrajině. Hlavním městem byla Balta a rajón měl přibližně 49 tisíc obyvatel. 

## Sídla v rajónu
- Balta